# Jun Ashida
Jun Ashida (芦田 淳) (Jeonju, Jeolla do Norte, 21 de agosto de 1930 - 20 de outubro de 2018) foi uma estilista japonesa, nascida em Jeonju, Jeollabuk-do. Ele estudou com o ilustrador Junichi Nakahara. Sua filha, Tae Ashida, também é uma estilista.